# Мелітта Шмідеберґ
Мелітта Рене Шмідеберґ-Кляйн (уроджена Кляйн; 17 січня 1904 — 10 лютого 1983) — британсько-американська лікарка, психіатриня і психоаналітикиня єврейського походження.

## Життєпис
Мелітта народилася в Ружомбероку, Австро-Угорщина (нині Словаччина) в єврейській родині, була єдиною донькою та старшою дитиною Артура Кляйна та психоаналітикині Мелані Кляйн (уроджена Райзес). У неї був брат Ганс, який народився в 1907 році. Перед першою світовою війною родина переїхала до Будапешта. Після війни її батько переїхав до Швеції, а Мелітта та її мати повернулися в Ружомберок, де в 1921 році Мелітта закінчила середню школу. Згодом вона переїхала до Берліна, щоб стажуватися в Берлінському психоаналітичному інституті, де познайомилася з австрійським психоаналітиком Вальтером Шмідеберґом, другом Фрейда, за якого вийшла заміж у 1924 році.
У 1927 році Шмідеберґ отримала ступінь доктора медицини в Університеті Фрідріха Вільгельма в Берліні. Того ж року її мати переїхала до Лондона. Через п'ять років, у відповідь на зростання антисемітизму в Німеччині, Мелітта та її чоловік приєдналися до неї в Лондоні, де вона стала громадянкою Великої Британії.
У 1945 році вона переїхала до Нью-Йорка і допомогла заснувати Асоціацію психіатричного лікування правопорушників у Нью-Йорку. У 1959 році, коли вона жила за адресою 444 Central Park West, Мелітта стала громадянкою США.
Після смерті матері в 1960 році вона повернулася до Лондона, де й померла в 1983 році.

## Кар'єра
У Лондоні вона приєдналася до Британського психоаналітичного товариства як асоційований член. Після подальшого аналізу з Едвардом Ґловером вона стала стороною його в їхній голосній суперечці з її власною матір'ю, а в 1944 роціе пішла з Товариства, щоб зосередитися на своїй роботі з підлітковою злочинністю. Іноді її сприймають як надзвичайний приклад озлобленості, яку можна прищепити аналітичному батькові.
Вона була редакторкою-засновницею Міжнародного журналу терапії злочинців та порівняльної кримінології (International Journal of Offender Therapy and Comparative Criminology).

## Публікації

### Ранні статті
У 1930-х роках Шмідеберґ опублікувала серію статей у Міжнародному журналі психоаналізу, присвячених різноманітним темам: від асоціальної дитини до інтелектуальних обмежень.

### Дослідження реакції на бомбардування
Під час бомбардувань Шмідеберґ опублікувала низку спостережень про реакцію на повітряні нальоти в Лондоні, відзначаючи зростання місцевого характеру, споживання алкоголю та (особливо у жінок) сексуального бажання.

### Книги
- Children in Need. Allen and Unwin. 1948.
- Short Analytic Therapy. Child Care Pub. 1950.
- Schmideberg, Melitta (1955). Principles of Treating Borderline Cases.
- Schmideberg, Melitta (1956). Multiple Origins and Functions of Guilt.
- My Experience of Psychotherapy. American Psychological Association. 1974.
- Probation and allied services: criminology in action - Volume 1. International Journal of Offender Therapy. 1971. with Gerhard O. W. Mueller, Irving Barnett.